# Pachybrachis othonus
Pachybrachis othonus är en skalbaggsart som först beskrevs av Thomas Say 1825.  Pachybrachis othonus ingår i släktet Pachybrachis och familjen bladbaggar.

## Underarter
Arten delas in i följande underarter:
- P. o. othonus
- P. o. pallidipennis
- P. o. sioux